# Ekspansybilność
Ekspansybilność – reakcja ceny danego dobra na zmianę podaży, jest odwrotną sytuacją niż cenowa elastyczność podaży
{\displaystyle E_{p(s)}={\frac {\Delta p}{p}}:{\frac {\Delta s}{s}}={\frac {\Delta p}{\Delta s}}\cdot {\frac {s}{p}},}
gdzie:
{\displaystyle E_{p(s)}} – współczynnik ekspansybilności,
{\displaystyle \Delta p} – przyrost ceny,
{\displaystyle p} – wysokość ceny,
{\displaystyle \Delta s} – przyrost podaży,
{\displaystyle s} – wielkość podaży.
Współczynnik ekspansybilności cen jest stosunkiem procentowej zmiany ceny dobra do procentowej zmiany podaży na to dobro. Mówi on, o ile procent zmieni się cena jeżeli podaż na dane dobro wzrośnie o 1%.